# Orvieto
Orvieto es un municipio italiano de la provincia de Terni, en la región de Umbría. Cuenta con una población de 20 692 habitantes.

## Historia
La ciudad de Orvieto se alza sobre una roca que domina la llanura, por la que discurren los ríos Paglia y Chiani poco antes de confluir en el Tíber. Esta enorme plataforma en toba volcánica marrón, que se eleva a cincuenta metros sobre el terreno circundante, fue creada por la acción de varios volcanes.
Los primeros asentamientos de que se tiene noticia se remontan al siglo VII a. C., pero es muy probable que el lugar estuviera ya habitado en la Edad del Bronce y en la Edad del Hierro.

### Periodo etrusco
Orvieto fue una importante ciudad etrusca, probablemente Velzna, llamada Volsinii Veteres por los romanos. Surgió en las cercanías de un famoso santuario etrusco, Fanum Voltumnae, donde cada año se reunían los numerosos habitantes de Etruria para celebrar ritos religiosos y juegos.
Entre los siglos VIII y VI a. C., la ciudad vivió un notable desarrollo económico, del que se beneficiaron principalmente algunas familias ricas en un régimen fuertemente oligárquico, y un crecimiento demográfico que conformó una población multiétnica.
La ciudad etrusca alcanzó su máximo esplendor entre los siglos VI y IV a. C., convirtiéndose en un floreciente centro comercial y artístico, con una supremacía militar garantizada por su posición estratégica que la convertía en una fortaleza natural.

### Periodo romano
Pero el equilibrio social que había permitido el crecimiento de la ciudad se hundió a finales del siglo IV y comienzos del III a. C. Las clases populares conquistaron el gobierno, la lucha de clases fue violenta, y la nobleza pidió ayuda a los romanos. Estos aprovecharon la ocasión y en 264 a. C. destruyeron Volsinii y deportaron a sus habitantes a orillas del cercano lago de Bolsena, donde surgió Vosinii novi. No se conoce el motivo del encarnizamiento de los romanos, que saquearon la ciudad y se llevaron a Roma más de dos mil estatuas de los santuarios de etruscos, incluyendo la de su principal divinidad, Vertumnus.
Otras invasiones provocaron, siglos más tarde, el regreso de la población a su antigua posición más protegida, y en la Alta Edad Media se fundó sobre la roca la ciudadela de Ourbibentos, que al cabo de algunos siglos se convirtió en una ciudad, Urbs Vetus (Ciudad Vieja).

### Ciudad libre
Tras la caída del Imperio romano de Occidente, Orvieto estuvo bajo dominio de los ostrogodos hasta que en 553, tras una cruenta batalla y un asedio, fue conquistada por el general bizantino Belisario. Tras la constitución del Ducado de Spoleto, pasó a manos de los lombardos. Poco antes del año 1000 la ciudad, importante punto estratégico en los confines de la Italia bizantina, volvió a florecer, con nuevas fortificaciones, palacios, torres e iglesias. Aunque oficialmente no formaba parte de los Patrimonio de San Pedro estaba de facto bajo control del papado, y precisó de la autorización del papa Adriano IV para constituirse en ciudad libre en 1157.
A partir del siglo XII, tras victoriosas batallas contra Siena, Viterbo, Perugia y Todi, Orvieto llegó a dominar un vasto territorio, desde el Valle de Chiana hasta Orbetello y Talamone, en el mar Tirreno. Para su expansión contó con un importante aliado, Florencia, rival de Siena. Los siglos XIII y XIV fueron los de máximo esplendor de la ciudad, que con unos 30 000 habitantes, más incluso que Roma, se convirtió en una potencia militar indiscutible y se adornó con espléndidos palacios y monumentos.
En 1216 el papa Inocencio III proclamó la tercera cruzada en la iglesia de San Andrés, la misma en que Martín IV fue elevado al pontificado en 1281, en presencia de Carlos I de Anjou. En 1297, en la iglesia de San Francisco, el papa Bonifacio VIII canonizó a San Luis, rey de Francia.

### Las luchas internas
Pero en esta misma época nacieron enconadas luchas internas entre familias patricias; los Monaldeschi, güelfos, y los Filippeschi, gibelinos; los Malcorini, partidarios del Emperador, y los Muffatti, partidarios del Papa. Estas luchas debilitaron a la ciudad, favoreciendo su conquista en 1364 por el cardenal Gil Álvarez Carrillo de Albornoz (conocido en Italia como Egidio Albornoz).
Tras el cardenal Albornoz, Orvieto estuvo sujeta a varios señores: Rinaldo Orsini, Biordo Michelotti, Giovanni Tomacello y Braccio Fortebraccio. En 1450, pasó a formar parte de los Estados Pontificios.
Los siglos XVII y XVIII fueron periodos de tranquilidad para la ciudad. Bajo el Imperio Napoleónico se constituyó en cantón, y de nuevo en poder del papado fue convertida en Delegación Apostólica. En 1860 fue anexionada por el Reino de Italia.

## Laciudad subterránea
Toda la roca de Orvieto está horadada por más de mil pozos, galerías y cavernas artificiales en varios niveles, algunos de los cuales han sido acondicionados y son accesibles a los turistas.
Las primeras perforaciones son de origen etrusco: pozos para alcanzar el acuífero entre la toba volcánica porosa y la arcilla impermeable; galerías y cisternas para recoger y almacenar las aguas pluviales. Los pozos etruscos son verticales de sección rectangular (70 u 80 por 110 o 120 cm), accesibles mediante oquedades para los pies (pedarole) en las paredes; también hay pozos redondos, revestidos con anillos superpuestos de terracota. Las cisternas, circulares, están hábilmente impermeabilizadas; las más grandes con una gruesa capa de arcilla protegida interiormente con otra capa de piedra (alternando toba y travertino); las más pequeñas con cocciopisto, una mezcla muy resistente de mortero, tejas rotas y arena.
Durante la Edad Media se extendió la red de obras hidráulicas, con un acueducto público que traía el agua desde el altiplano de Alfina, a cinco kilómetros, y la distribuía mediante galerías subterráneas a las fuentes. Existían además numerosos pozos y cisternas, públicos y privados. Se construían cavernas para extraer toba y puzolana, y luego se usaban como depósitos de grano, bodegas, talleres de cerámica o cordelería... Muchas cavernas se abrían directamente a las laderas externas de la roca y se convertían en palomares para la cría intensiva de palomas con fines alimentarios (de ahí la Festa della Palombella, durante la cual no se comían palomas).
En 1299, el papa Bonifacio VIII prohibió lanzar inmundicias a la calle, y obligó a los ciudadanos a construir en sus casas o jardines pozos para desperdicios, muchos de los cuales se siguieron usando hasta mediados del siglo XX mientras fueron saqueados o excavados a partir del siglo XIX en busca de fragmentos de cerámica y otras antigüedades.
En los últimos años se ha procedido a cartografiar el laberinto de excavaciones; la ley prohíbe publicar el plano de los túneles bajo la cárcel y las instalaciones militares.

## Demografía
| Gráfica de evolución demográfica de Orvieto entre 1861 y 2001 |
|                                                               |
| Fuente ISTAT - elaboración gráfica de Wikipedia               |

## Fiestas
- Festa della Palombella (la paloma que simboliza al Espíritu Santo) en Pentecostés, instituida en el siglo XVI por los Monaldeschi.
- Domingo siguiente al de Pentecostés: Palio dell'oca en la Piaza del Popolo, concurso de habilidad ecuestre.
- Procesión del Corpus Domini: establecida en 1337, con un cortejo histórico de más de 400 figurantes.

## Deportes
El 20 de mayo de 2002 el español Aitor González ganó en Orvieto la octava etapa del Giro de Italia. El 11 de mayo de 2010 tuvo lugar en esta localidad el final de la quinta etapa del Giro de Italia, en la que se impuso el ciclista holandés Pieter Weening.

## Monumentos y lugares de interés
- Catedral
- Pozzo di San Patrizio (1528)
- Pozzo della Cava
- Palazzo  (1297)
- Palazzo Papal pala z zoe
- Torre del Moro
- Palazzo comunale
- Palazzo del Popolo
- Necrópolis del Crocifisso del Tufo y de Cannicella
- Chiesa di San Giovenale
- Chiesa di Sant'Andrea
- Via della Cava
- Chiesa di San Domenico, construida sobre las ruinas de un templo pagano
- I Musei Faina, Greco e quell' dell'Opera del Duomo
- Fortaleza de Albornoz
- Porta Maggiore
- Funicular de Orvieto

### Frazioni (núcleos de población)
Bagni di Orvieto, Bardano, Baschi Scalo, Benano, Biagio, Botto di Orvieto, Canale di Orvieto, Canonica, Capretta, Ciconia, Colonnetta di Prodo, Corbara, Fossatello, Morrano, Orvieto Scalo, Osteria Nuova, Padella, Prodo, Rocca Ripesena, Rocca Sberna, San Faustino, Sferracavallo, Stazione di Castiglione, Sugano, Titignano, Tordimonte, Torre San Severo

## Hermanamientos
Orvieto está hermanada con las ciudades de: 
- Givors (Francia)
- Aviñón (Francia)
- Maebashi (Japón)
- Belén (Palestina)
- Aiken (Estados Unidos)
- Seinäjoki (Finlandia)
- Kerċem (Malta)